# Kang Ji-hwan
Dans ce nom coréen, le nom de famille, Kang, précède le nom personnel.
Kang Ji-hwan (noms alternatifs : Kang Ji Hwan ou Kang Jihwan)  (coréen : 강지환), de son vrai nom Jo Tae Gyu, né le 20 mars 1979, est un acteur sud-coréen.

## Carrière
Kang a fait ses débuts dans l'industrie du divertissement par le biais des productions musicales populaires The Rocky Horror Show et Grease. Puis il a joué de petits rôles dans des séries télévisées coréennes telles que Summer Scent (KBS2, 2003), Nonstop 4 (MBC, 2003), Youth! Fly To The Sky (KBS2, 2004), More Beautiful Than A Flower (KBS2) et Save the Last Dance for Me (SBS, 2004).
Il a obtenu un  premier rôle et a connu la gloire avec la série télévisée Be Strong, Geum-soon! de MBC en 2005 dans laquelle il partage la vedette avec Han Hye-jin. Son rôle dans ce drame l'a fait également devenir célèbre en dehors de la Corée, en particulier au Japon, en Chine et à Taiwan.

## Filmographie

### Films
| Année | Titre                               | Rôle          |
| ----- | ----------------------------------- | ------------- |
| 2005  | Host and Guest                      | Gye-sang      |
| 2008  | Rough Cut                           | Jang Su-ta    |
| 2009  | My Girlfriend Is An Agent           | Lee Jae-joon  |
| 2009  | The Relation of Face, Mind and Love | Kang Tae-pung |
| 2012  | Detective Cha / Runway Cop          | Cha Chul-soo  |

### Télévision
| Année | Titre                        | Rôle                       | Réseau |
| ----- | ---------------------------- | -------------------------- | ------ |
| 2003  | Summer Scent                 | le mari de Jung-ah         | KBS2   |
| 2003  | Nonstop 4                    |                            | MBC    |
| 2004  | More Beautiful Than a Flower | Sticker photo on cellphone | KBS2   |
| 2004  | Youth! Fly To The Sky        |                            | KBS2   |
| 2004  | If You Only Knew             | Suh In-woo                 | KBS2   |
| 2004  | Save the Last Dance for Me   | Shin Jung-kyu              | SBS    |
| 2005  | Be Strong, Geum-soon!        | Goo Jae-hee                | MBC    |
| 2006  | Exhibition of Fireworks      | Nah In-jae                 | MBC    |
| 2006  | 90 Days, Time to Love        | Hyun Ji-seok               | MBC    |
| 2007  | Capital Scandal              | Sunwoo Wan                 | KBS2   |
| 2008  | Hong Gil Dong                | Hong Gil-dong              | KBS2   |
| 2010  | Coffee House                 | Lee Jin-soo                | SBS    |
| 2011  | Lie To Me                    | Hyun Ki-joon               | SBS    |
| 2013  | Incarnation Of Money         | Lee Cha Don / Lee Kang Suk | SBS    |

- 2014 Big Man : Kim Ji Hyuk - KBS2
- 2016 Monster : Lee Guk Cheol / Kang Ki Tan -MBC
- 2018 Children of a lesser god : Cheon Jae In - OCN
- Feel Good To Die : Baek Jin Sang - KBS2
- 2019 Joseon Survival Period : Han Jung Rok - TV Chosun

### Comédie musicale
| Année | Titre                                    |
| ----- | ---------------------------------------- |
| 2001  | The Rocky Horror Show (version coréenne) |
| 2004  | Grease (version coréenne)                |
| 2010  | Cafe In                                  |

## Discographie
| Année | Piste                      | Album                       |
| ----- | -------------------------- | --------------------------- |
| 2006  | 그냥 아는 사람             | Exhibition of Fireworks OST |
| 2011  | Lovin Icecream avec As One | Lie To Me Japan OST         |

## Récompenses
- 2009 46th Grand Bell Awards – Meilleur nouvel acteur pour My Girlfriend Is An Agent
- 2009 45th Baeksang Arts Awards – Meilleur nouvel acteur pour Rough Cut
- 2008 7th Korean Film Awards – Meilleur nouvel acteur pour Rough Cut
- 2008 29th Blue Dragon Film Awards – Meilleur nouvel acteur pour Rough Cut
- 2008 28th Critics Choice Awards – Meilleur nouvel acteur pour Rough Cut
- 2008 44th Baeksang Arts Awards – Prix de la popularité pour Hong Gil Dong
- 2008 KBS Drama Awards – Prix du meilleur couple pour Hong Gil Dong avec Sung Yu Ri
- 2008 KBS Drama Awards – Prix  Netizen pour Hong Gil Dong
- 2007 KBS Drama Awards – Prix d'interprétation pour Capital Scandal[2]
- 2007 KBS Drama Awards – Prix du meilleur couple pour Capital Scandal, with Han Ji Min[2]
- 2005 MBC Drama Awards – Meilleur nouvel acteur pour Be Strong, Geum-soon!
- 2005 MBC Drama Awards, Prix d'interprétation pour Be Strong, Geum-soon!